# 矽鎂石
矽鎂石（Humite），是棕橙色的半透明玻璃光澤寶石，它在義大利西南部的維蘇威火山群裏被發現。這個含有鐵、鎂和氟與氫的寶石化學公式為(Mg,Fe)7(SiO4)3(F,OH)2
矽鎂石於1813年首次被發表，並以礦物收藏家亞伯拉罕·修姆（1749-1838）之名命名為Humite。

## 物理特性
- 斜方晶系，硬度6-6.5
- 包裹體：平行針狀物群，負晶，晶體包體
- 折射率：1.658-1.630
- 折射率：0.028-0.030
- 比重：3.1-3.2 平均3.15
- 解理：差

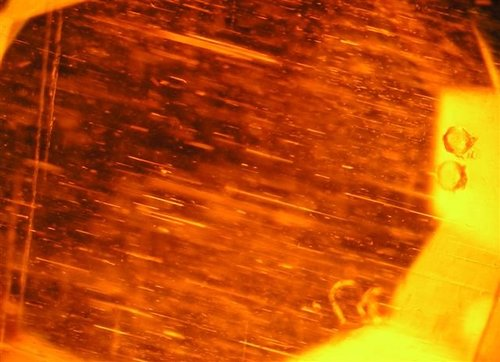
暗場照明,30x
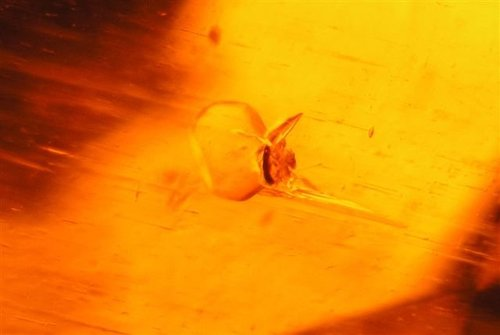
暗場照明,65x
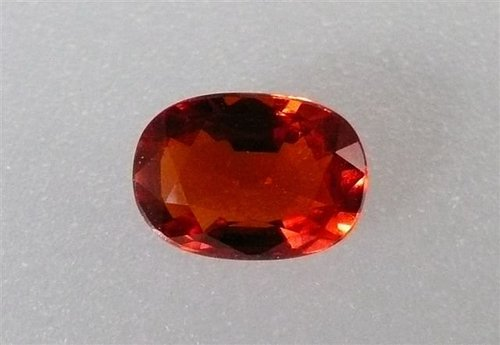
實物2.55ct